# Listă de plante toxice
Lista plantelor toxice conține plante în care toată planta sau numai anumite părți ale ei sunt toxice. 
În general intoxicația se produce pe cale digestivă, dar unele plante (puține la număr, ca de exemplu degețelul), chiar și prin atingere pot genera intoxicații. 
Intoxicații grave poate produce Ongaonga (Urtica ferox) și Toxicodendron radicans.
Factorii care influențează gravitatea intoxicației sunt: 
- constituția individuală
- vârsta
- caractere moștenite (înclinație ereditară);
La unele plante, care conțin o substanță toxică termolabilă, prin fierbere toxicul devine inactiv, se descompune. 
| Plantă                                   | Partea toxică                                | Principalele substanțe componente    | Efectele intoxicației                                                                       |
| ---------------------------------------- | -------------------------------------------- | ------------------------------------ | ------------------------------------------------------------------------------------------- |
| (Cyclamen sp.)                           | frunze și bulb                               | Ciclamină (Saponină)                 | crampe, amețeli, tulburări circulatorii                                                     |
| Măselariță (Hyoscyamus niger)            | toată planta                                 | Atropină (Alcaloid)                  | tulburări cardiace, halucinații                                                             |
| Turta-lupului (Strychnos nux-vomica)     | toată planta, mai ales semințele             | Stricnină (Alcaloid)                 | moarte                                                                                      |
| Spânz (Helleborus niger)                 | toată planta                                 | Hellebrigenină (Bufadienolid?)       | tulburări cardiace                                                                          |
| Iederă (Hedera helix)                    | numai unele părți                            | alpha-Hederină (Saponină)            | în concentrație redusă efect medicinal, doze mari tul. gastrice, febră                      |
| Tisa (Taxus baccata)                     | sâmburele din boabă, frunze, scoarță, lemnul | Taxină (Alcaloid)                    | amețeală, colaps circulatoriu, paralizia respirației                                        |
| Trompeta ingerului (Brugmansia)          | toată planta                                 | Scopolamină, Hiosciamină (Alcaloizi) | pierderea cunoștinței, leșin, moarte prin insuficiență cardiacă                             |
| Carul lui Venus(Aconitum napellus)       | toată planta                                 | Aconitină (Alcaloid)                 | răcirea corpului (hipotermie), paralizia circulației/respirației, crampe, exitus (moarte)   |
| Degețelul roșu (Digitalis purpurea)      | Frunze                                       | Digitoxină (Digitalis)               | tulburări cardiace (aritmii, fibrilații cardiace)                                           |
| (Wisteria sinensis)                      | semințe și păstăi                            | Wisteria-Lectină                     | tulburări digestive/circulatorii                                                            |
| Cucuta (Conium maculatum)                | toată planta, mai ales semințele             | Coniină (Alcaloid)                   | paralizii, până la stop respirator                                                          |
| (Laburnum anagyroides)                   | toată planta, mai ales semințele             | Citisină(Alcaloid)                   | paralizii, până la stop respirator                                                          |
| Piciorul cocoșului (Ranunculus sp.)      | toată planta                                 | Protoanemonină                       | tulburări digestive                                                                         |
| Brândușa de toamnă (Colchicum autumnale) | toată planta, mai ales semințele             | Colchicină (Alcaloid)                | senzație de vomă, exitus (moarte) prin paralizia centrului respirator la doza de (20-40 mg) |
| Soc (Sambucus sp.)                       | vlăstari, scoarță, frunze                    | Sambunigrină (Glicozidă cianogenă)   | vomitări                                                                                    |
| (Aethusa cynapium)                       | toată planta                                 | Aetusină (Poliină)                   | moarte                                                                                      |
| (Hyacinthus orientalis)                  | bulbul                                       | Acid oxalic                          | Vomitări                                                                                    |
| Iris (Iris sp.)                          | tulpina subterană                            | 16-Hidroxiridal (Diterpenă)          | tulburări digestive                                                                         |
| (Prunus laurocerasus)                    | frunze, sâmburi                              | Amigdalină (Glicozidă cianogenă)     | dureri de burtă, senzație de vomă                                                           |
| Lăcrămioară (Convallaria majalis)        | frunze, flori                                | Convallatoxină ( Cardenolidă)        | tulburări de ritm cardiac                                                                   |
| Ongaonga (Urtica ferox)                  | toată planta                                 | ? (Cardenolidă)                      | la atingerea frunzelor apar intoxicații grave !                                             |
| Oleandru (Nerium oleander)               | frunze, ramuri                               | Oleandrină (Cardenolidă)             | tulburări digestive                                                                         |
| Rubarbăr (Rheum rhabarbarum)             | frunze                                       | Oxalat de calciu                     | crampe, tulburări renale                                                                    |
| Rododendron (Rhododendron sp.)           | toată planta                                 | Andromedotoxină (Diterpenă)          | senzație de vomă, vomă, diaree, crampe                                                      |
| (Heracleum mantegazzianum)               | sucul din plantă                             | Furanocumarine                       | arsuri, bronșită                                                                            |
| (Delphinium elatum)                      | toată planta                                 | Elatină (Alcaloid)                   | tulburări digestive                                                                         |
| Oleandrul caribic (Thevetia peruviana)   | toată planta                                 | Tevetină (Cardenolid)                | iritări a pielii, pierderi de conștiință                                                    |
| (Daphne mezereum)                        | boabe                                        | Mezerină (Ortoester)                 | senzație de vomitare, vomitare, tulburări cardiace/circulatorii                             |
| Ciumăfaie (Datura stramonium)            | toată planta                                 | Atropină, Scopolamină (Alcaloid)     | febră, pierderi de conștiință, halucinații                                                  |
| (Chaerophyllum temulum)                  | părțile verzi, fiind toxic și uscat          | Falcarinol (Poliină)                 | paralizie                                                                                   |
| Mătrăgună (Atropa belladonna)            | toată planta, mai ales fructele (bace)       | Atropină (Alcaloid)                  | halucinații, demență (furioasă), frisoane                                                   |
| Cucută (Cicuta virosa)                   | toată planta                                 | Cicutoxină (Poliină)                 | senzație de vomă, vomitare,, crampe                                                         |
| Ricin (Ricinus communis)                 | semințe                                      | Ricină (Lectină)                     | senzație de vomă, febră, tulburări de ritm cardiac (aritmii)                                |
| Ferigă de câmp (Pterodium aquilum)       | toată planta                                 | Tiaminază, pterozide                 | paralizare                                                                                  |